# Municipio de Macville
El municipio de Macville (en inglés, Macville Township) es un municipio del condado de Aitkin, Minnesota, Estados Unidos. Tiene una población estimada, a mediados de 2022, de 174 habitantes.

## Geografía
Está ubicado en las coordenadas 46°54′5″N 93°37′59″O / 46.90139, -93.63306. Según la Oficina del Censo de los Estados Unidos, tiene una superficie total de 94.5 km², de la cual 93.7 km² corresponden a tierra firme y 0.8 km² están cubiertos de agua.

## Demografía
Según el censo de 2020, en ese momento había 170 personas residiendo en la zona. La densidad de población era de 1.8 hab./km². El 93.5 % de los habitantes eran blancos, el 0.6 % era afroamericano, el 1.2 % eran amerindios, el 1.0 % eran de otras razas y el 4.7 % eran de una mezcla de razas. Del total de la población, el 2.4 % eran hispanos o latinos de cualquier raza.